# 그랜드 피아노 (영화)
《그랜드 피아노》(영어: Grand Piano)는 2013년 공개된 스페인의 스릴러 영화이다. 에우헤니오 미라의 연출작이며 일라이저 우드, 존 큐잭이 출연했다.

## 출연

### 주연
- 일라이저 우드
- 존 쿠삭
- 케리 비쉬
- 엘렌 리치
- 탐신 에거튼
- 돈 맥마너스

### 조연
- 알렉스 윈터
- 디 월리스
- 돈 크레스
- 짐 아놀드
- 잭 테일러
- 베스 트롤란
- 레이첼 아리에프
- 빈스 톨렌티노

## 기타
- 라인프로듀서: 알렉스 코븐 카로니아
- 라인프로듀서: 니콜라스 타피아
- 협력프로듀서: 엑셀 쿠쉐바츠키
- 협력프로듀서: 미구엘 나달
- 미술: 하비에르 알바리노
- 시각효과: 알렉스 비야그라사
- CG: 케파 카사도
- 타이틀디자인: 루치아노 비토리 Jr.
- 분장: 아나 로페즈 푸이그세버
- 분장: 수지 오스토스
- 헤어: 베렌 로페즈 푸이그세버
- 의상: 패트리샤 모네
- 메인타이틀디자인: 조지 칼보
- 배역: 아나 이사벨 벨라스퀘즈
- 프로덕션매니저: 알렉스 코븐 카로니아